# Patrick Russel
Patrick Russel (ur. 22 grudnia 1946 w Chamonix) – francuski narciarz alpejski, dwukrotny medalista mistrzostw świata.

## Kariera
W zawodach Pucharu Świata zadebiutował 24 lutego 1968 roku w Oslo, zajmując dziewiąte miejsce w gigancie. Tym samym już w debiucie zdobył pierwsze punkty. Na podium po raz pierwszy stanął dzień później w tej samej miejscowości, wygrywając rywalizację w slalomie. W zawodach tych wyprzedził 
Dumenga Giovanolego ze Szwajcarii i Norwega Håkona Mjøena. W kolejnych startach jeszcze 25 razy stawał na podium, odnosząc przy tym kolejne 12 zwycięstw: 1 marca 1968 roku w Kranjskiej Gorze, 19 stycznia 1969 roku w Kitzbühel, 9 lutego 1969 roku w Åre, 11 stycznia 1970 roku w Wengen, 15 stycznia 1970 roku w Megève, 18 stycznia 1970 roku w Kitzbühel, 15 marca 1970 roku w Voss i 14 lutego 1971 roku w Mont-Sainte-Anne wygrywał slalomy, a 20 grudnia 1969 roku w Lienzu, 8 marca 1970 roku w Heavenly Valley, 17 grudnia 1970 roku w Val d’Isère i 18 stycznia 1971 roku w Adelboden był najlepszy w gigantach. W klasyfikacji generalnej sezonu 1969/1970 zajął drugie miejsce, w klasyfikacji slalomu był najlepszy, a w klasyfikacji giganta zajął drugie miejsce. W sezonie 1970/1971 był trzeci w klasyfikacji generalnej i najlepszy w klasyfikacji giganta. Ponadto w sezonie 1968/1969 wygrał klasyfikację slalomu, a w sezonie 1967/1968 zajął w niej trzecie miejsce.
Wystartował na mistrzostwach świata w Val Gardena w 1970 roku, gdzie zdobył dwa medale. Najpierw zajął drugie miejsce w slalomie, rozdzielając swego rodaka, Jeana-Noëla Augerta i Billy’ego Kidda z USA. Następnie był ósmy w gigancie, a w zjeździe zajął 43. miejsce. W kombinacji wywalczył kolejny srebrny medal, tym razem plasując się za Kiddem a przed Polakiem Andrzejem Bachledą-Curusiem. Były to jego jedyne starty na mistrzostwach świata. Nigdy nie wystąpił na igrzyskach olimpijskich.

## Osiągnięcia

### Mistrzostwa świata
| Miejsce | Dzień     | Rok  | Miejscowość | Konkurencja | Czas biegu | Strata     | Zwycięzca        |
| ------- | --------- | ---- | ----------- | ----------- | ---------- | ---------- | ---------------- |
| 2.      | 8 lutego  | 1970 | Val Gardena | Slalom      | 1:39,47    | +0,04      | Jean-Noël Augert |
| 8.      | 10 lutego | 1970 | Val Gardena | Gigant      | 4:19,19    | +3,78      | Karl Schranz     |
| 43.     | 15 lutego | 1970 | Val Gardena | Zjazd       | 2:24,57    | +9,07      | Bernhard Russi   |
| 2.      | 15 lutego | 1970 | Val Gardena | Kombinacja  | 21,25 pkt  | +28,90 pkt | Billy Kidd       |

### Puchar Świata

#### Miejsca w klasyfikacji generalnej
- sezon 1967/1968: 9.
- sezon 1968/1969: 8.
- sezon 1969/1970: 2.
- sezon 1970/1971: 3.
- sezon 1971/1972: 40.

#### Miejsca na podium
1. Oslo – 25 lutego 1968 (slalom) – 1. miejsce
2. Kranjska Gora – 1 marca 1968 (slalom) – 1. miejsce
3. Kitzbühel – 19 stycznia 1969 (slalom) – 1. miejsce
4. Åre – 9 lutego 1969 (slalom) – 1. miejsce
5. Squaw Valley – 28 lutego 1969 (slalom) – 3. miejsce
6. Berchtesgaden – 1 marca 1969 (slalom) – 3. miejsce
7. Waterville Valley – 22 marca 1969 (slalom) – 3. miejsce
8. Val d’Isère – 11 grudnia 1969 (gigant) – 2. miejsce
9. Lienz – 20 grudnia 1969 (gigant) – 1. miejsce
10. Bad Hindelang – 4 stycznia 1970 (slalom) – 2. miejsce
11. Wengen – 11 stycznia 1970 (slalom) – 1. miejsce
12. Megève – 15 stycznia 1970 (slalom) – 1. miejsce
13. Kitzbühel – 18 stycznia 1970 (slalom) – 1. miejsce
14. Kranjska Gora – 20 stycznia 1970 (gigant) – 2. miejsce
15. Vancouver – 27 lutego 1970 (gigant) – 3. miejsce
16. Vancouver – 28 lutego 1970 (slalom) – 3. miejsce
17. Heavenly Valley – 8 marca 1970 (gigant) – 1. miejsce
18. Voss – 15 marca 1970 (slalom) – 1. miejsce
19. Val d’Isère – 17 grudnia 1970 (gigant) – 1. miejsce
20. Berchtesgaden – 5 stycznia 1971 (gigant) – 2. miejsce
21. Madonna di Campiglio – 9 stycznia 1971 (gigant) – 2. miejsce
22. Madonna di Campiglio – 10 stycznia 1971 (slalom) – 3. miejsce
23. Mont-Sainte-Anne – 14 lutego 1971 (slalom) – 1. miejsce
24. Adelboden – 18 stycznia 1971 (gigant) – 1. miejsce
25. Mürren – 7 lutego 1971 (slalom) – 3. miejsce
26. Åre – 13 marca 1971 (gigant) – 3. miejsce